# Igreja de São Carlos em Catinari
San Carlo ai Catinari ou Igreja de São Carlos em Catinari, chamada também de Santi Biagio e Carlo ai Catinari ou Santos Brás e Carlos em Catinari, é uma igreja titular de Roma, Itália, localizada na Piazza Benedetto Cairoli, perto da esquina da Via Arenula e da Via dei Falegnami, a uns poucos quarteirões de distância de Sant'Andrea della Valle.
O atributo "ai Catinari" é uma referência à presença, na época de sua construção, de muitas lojas de louças na mesma rua. A igreja foi encomendada pelos barnabitas e custeada pela comunidade milanesa de Roma para homenagear São Carlos Borromeu, um compatriota. Esta é de pelos menos três outras igrejas romanas dedicadas a ele, incluindo San Carlo al Corso e San Carlo alle Quattro Fontane (San Carlino). O projeto principal (1612–1620) foi de Rosato Rosati. A fachada em travertino foi projetado por Giovanni Battista Soria e foi construída entre 1635 e 1638.
O cardeal-diácono protetor da diaconia de Santos Biagio e Carlo em Catinari é Leonardo Sandri.

## Interior
O interior se destaca pelas pilastras scagliola amarelas. Os pendículos da cúpula estão pintados com afrescos das "Virtudes Cardinais" (1627/30), de Domenichino, que projetou ainda a decoração em estuque da cúpula e, provavelmente, as outras abóbadas principais. No coro está "Glória de São Carlos Borromeo", um afresco de 1646/7 que foi a última obra de Giovanni Lanfranco. Diretamente atrás do altar-mor está uma pintura a óleo de "São Carlos carregando um Santo Cravo em procissão durante uma Peste", de Pietro da Cortona. O altar-mor propriamente dito foi projetado por Martino Longhi, o Jovem. Na parede da entrada estão afrescos de Gregório e Mattia Preti mostrando episódios da "Vida de São Carlos" (1642). 
À direita do altar mor está uma capela do barroco tardio, arquiteturalmente inventiva, projetada por Antonio Gherardi e construída entre 1695 e 1700. Olhando para cima vê-se, através de um óculo rodeado por anjos no centro de uma cúpula achatada e escura, uma sala retangular toda iluminada por janelas invisíveis do nível do solo (vide imagem). Além disso, ele próprio pintou a peça-de-altar, uma "Santa Cecília", para a capela. Gherardi também projetou a igualmente criativa Capela Ávila em Santa Maria in Trastevere.
Na primeira capela à direita (sul) está uma "Anunciação" (1624), de Lanfranco; na segunda, "Martírio de São Brás", de Giacinto Brandi. Na segunda capela à esquerda (norte), "Morte de Santa Ana", de Andrea Sacchi. A terceira capela foi projetada por Paolo Maruscelli e está decorada pelos afrescos sobre os "Martírios Persas" (1641) de Giovanni Francesco Romanelli e pelas lunetas de Giacinto Gimignani.
A passagem atrás do altar-mor está decorada pelas pinturas "São Carlos em Oração" (1620), de Guido Reni, e "São Carlos", de Andrea Commodi, além de "Milagre de São Brás" (1699), de Cerrini. O crucifixo em bronze da sacristia é atribuído a Alessandro Algardi e "Cristo Humilhado" (1598), de Cavalier D'Arpino.
A igreja abriga ainda algumas relíquias notáveis, incluindo o crânio de Santa Febrônia de Nísibis, transladada para lá vinda da antiga igreja de São Paulo, que foi demolida para a construção do Palazzo Chigi. O crânio, juntamente com outros dois, pode ser visto através de uma pequena janela no altar.

## Galeria

Imagens da igreja
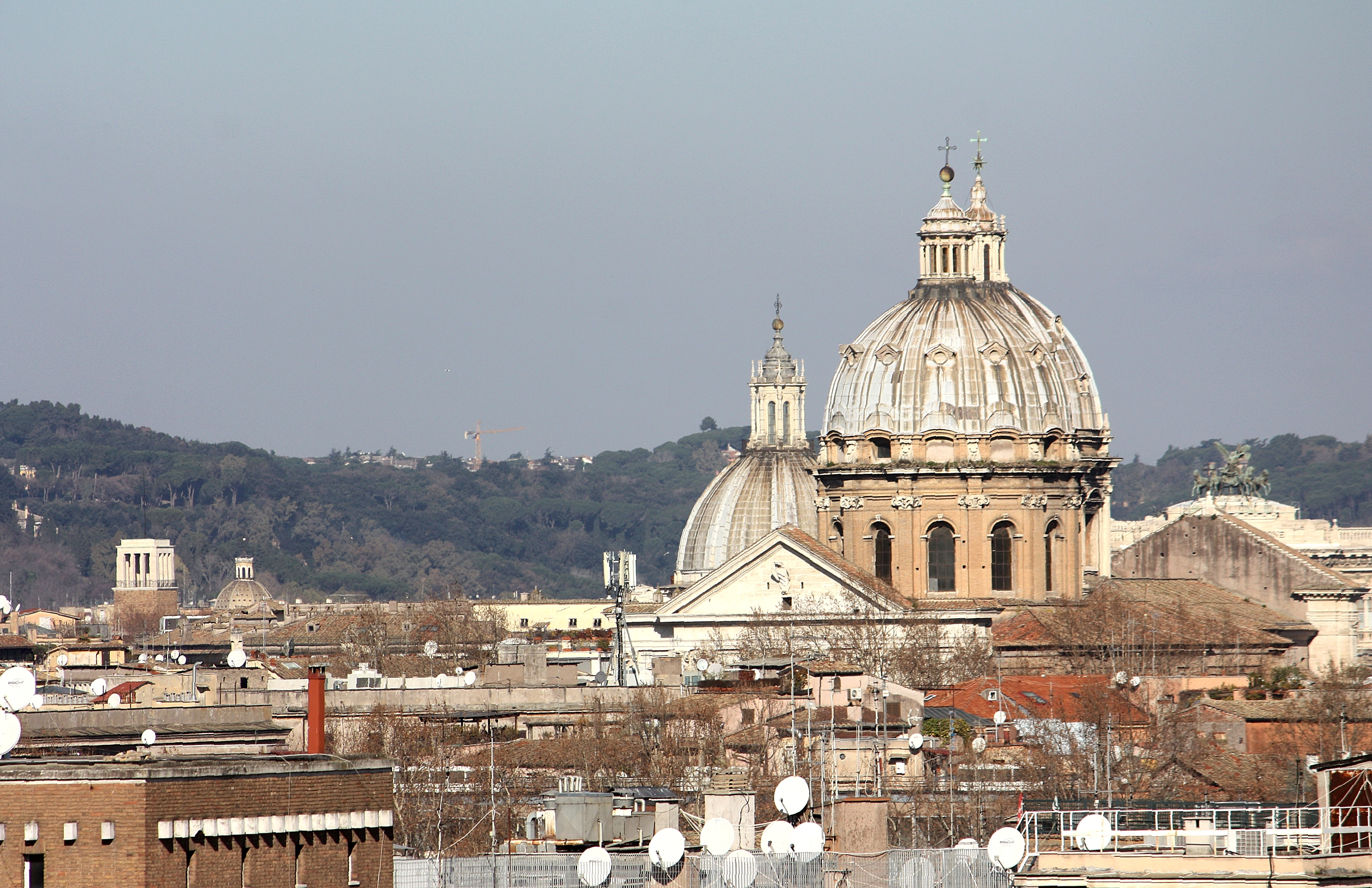
Cúpula de San Carlo ai Catinari
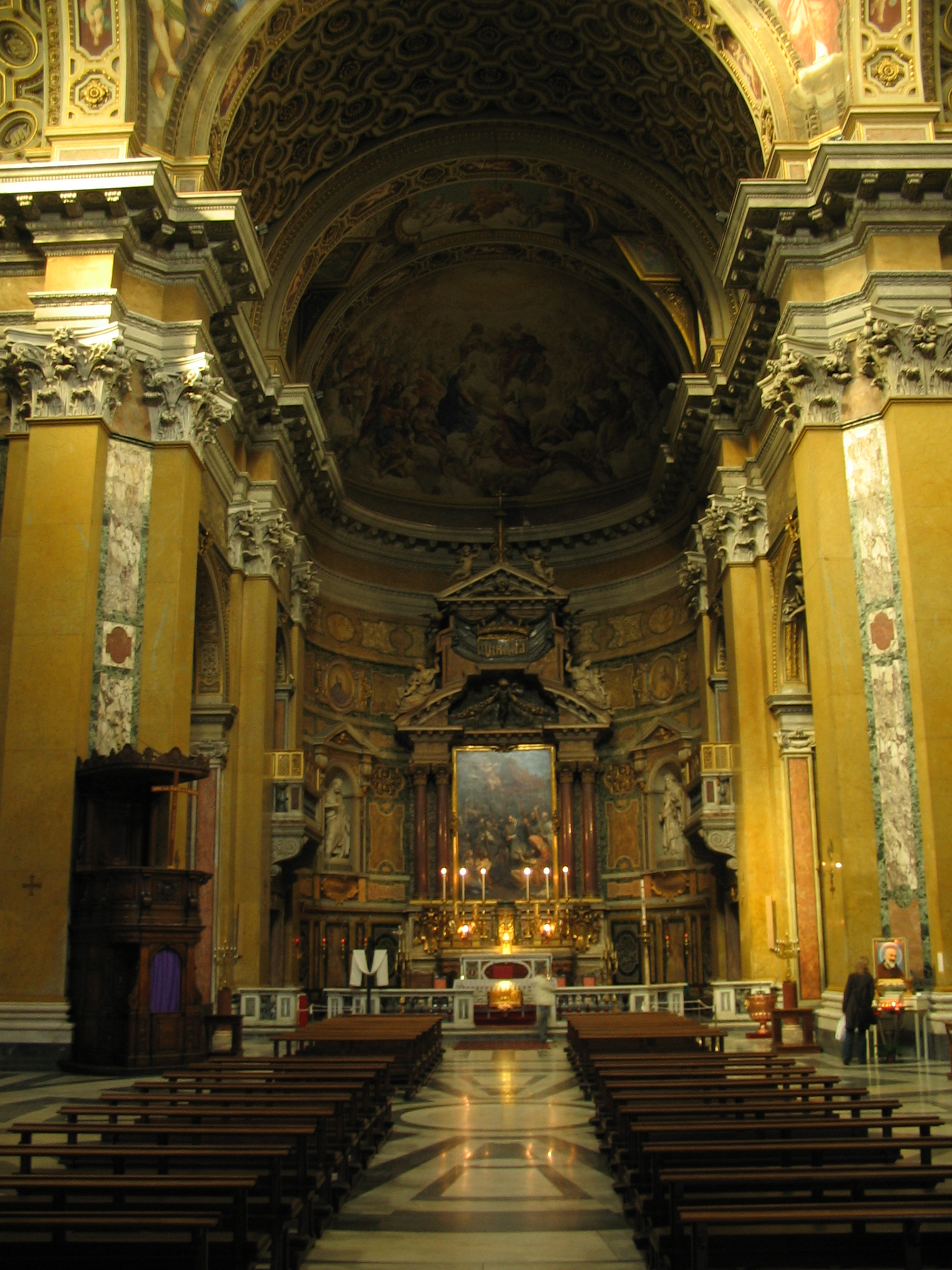
Vista do interior
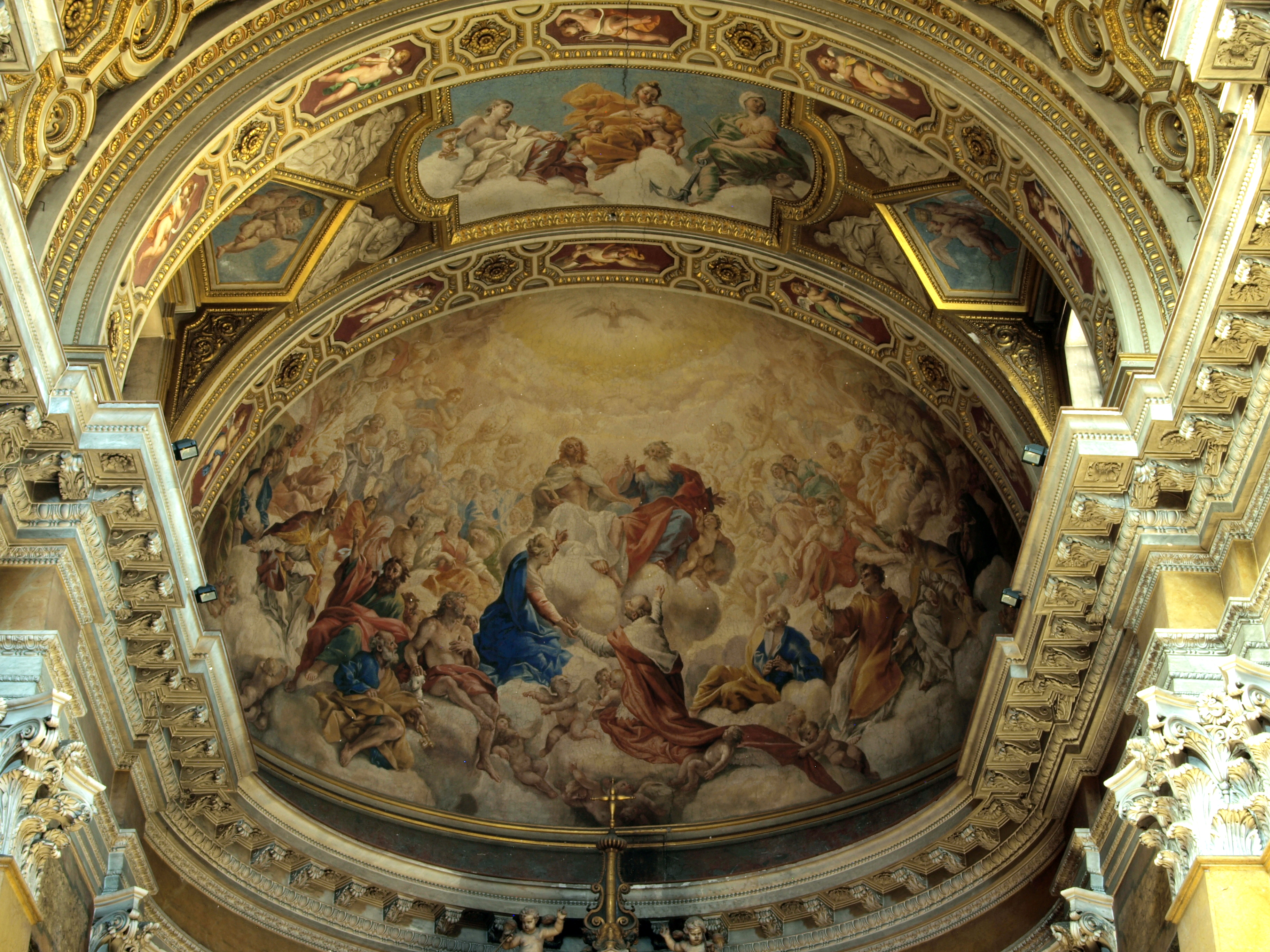
Afresco na semicúpula da abside
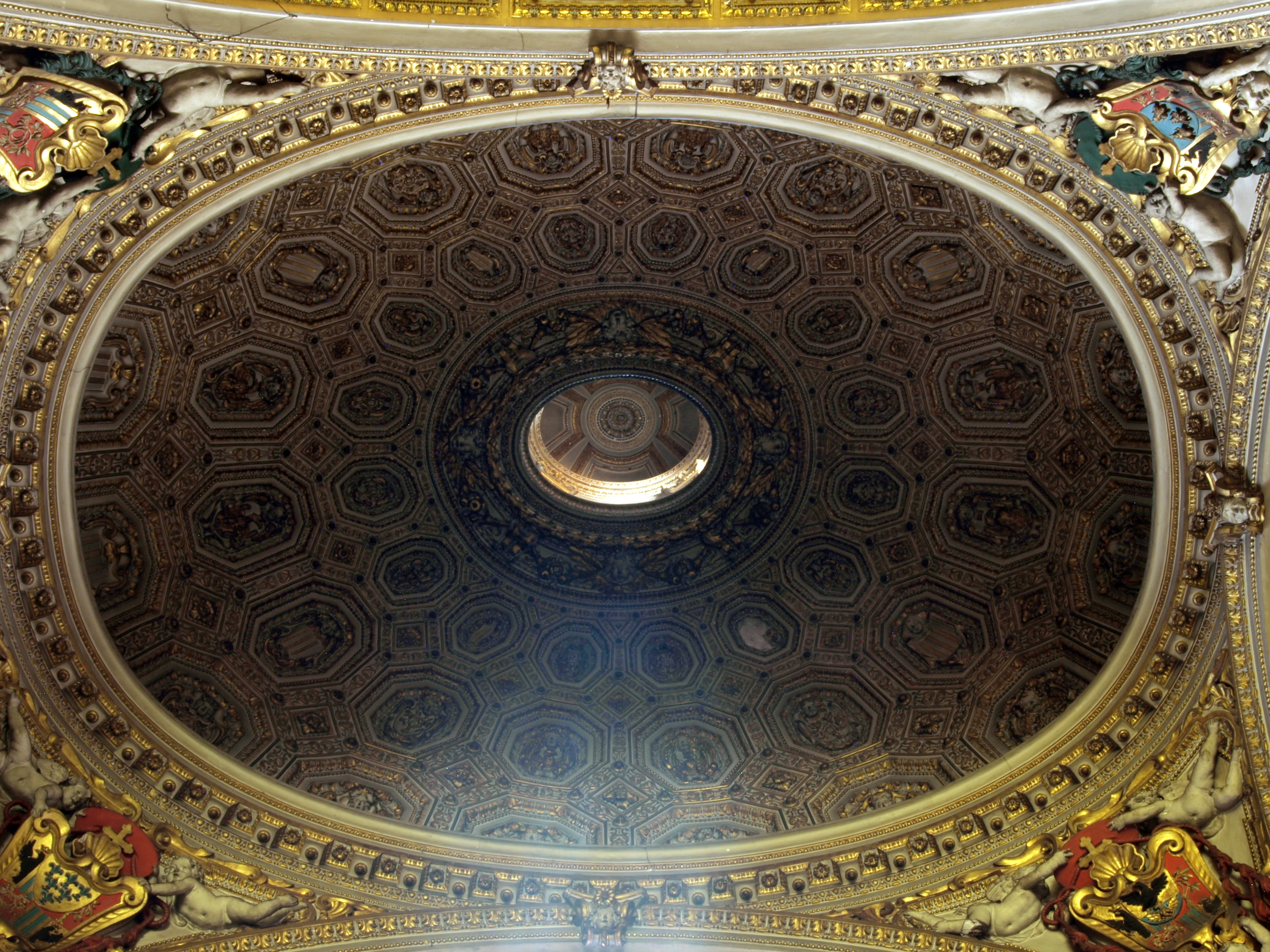
A criativa cúpula de Antonio Gherardi
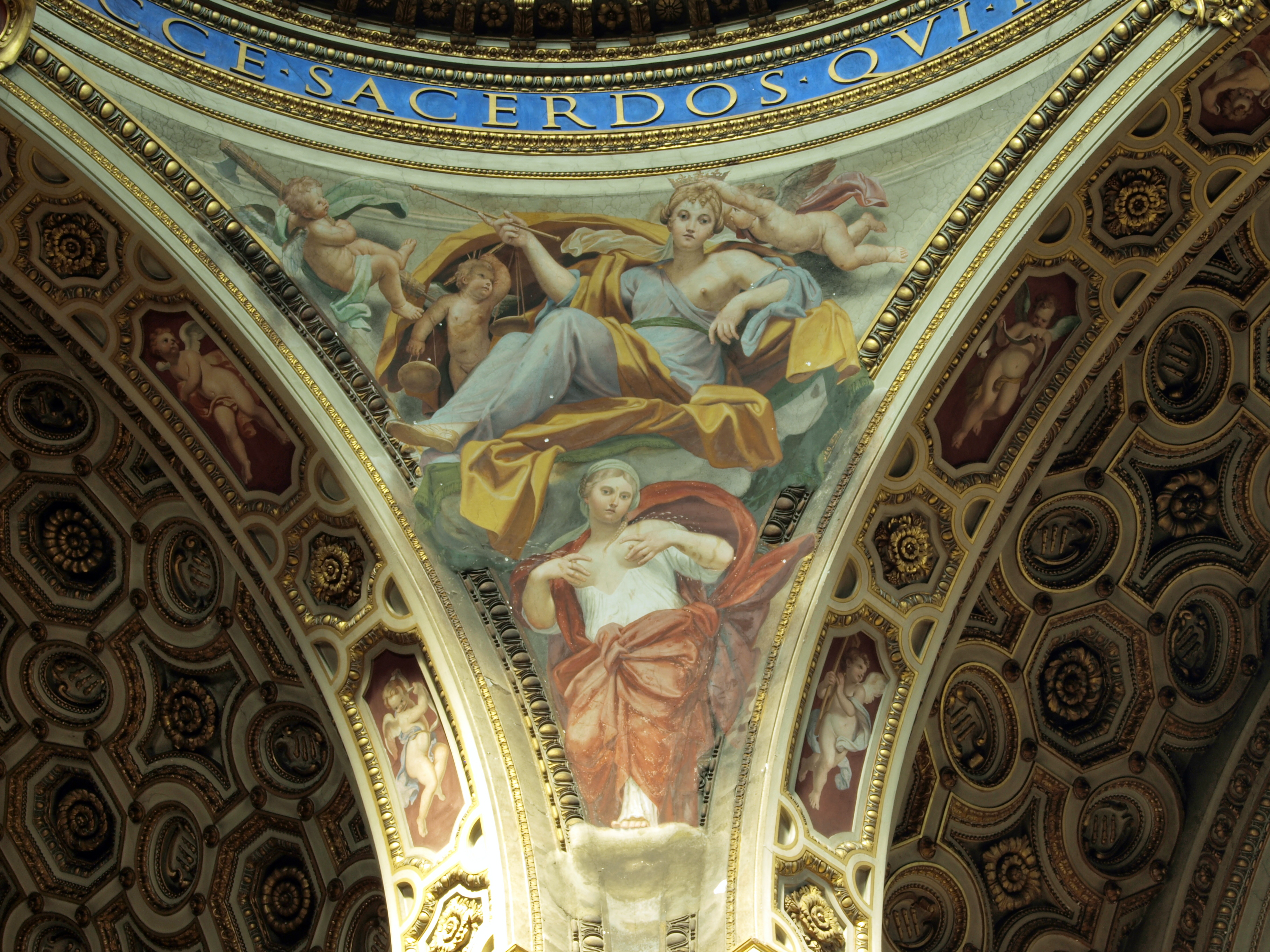
Um dos pendículos decorado com uma das virtudes cardinais